# (6388) 1989 WL1
A (6388) 1989 WL1 a Naprendszer kisbolygóövében található aszteroida. Ueda Szeidzsi és Kaneda Hirosi fedezte fel 1989. november 25-én.